# Kostenurka Island
Kostenurka Island (englisch; bulgarisch остров Костенурка ostrow Kostenurka, deutsch ‚Schildkröteninsel‘) ist eine größtenteils vereiste, in südwest-nordöstlicher Ausrichtung 1,12 km lange und 537 m breite Insel in der Gruppe der Vedel-Inseln im Wilhelm-Archipel vor der Graham-Küste des Grahamlands auf der Antarktischen Halbinsel. Sie liegt  3,77 km nordwestlich der Krogmanninsel, 50 m nordwestlich der Friedburginsel, 652 m ostsüdöstlich von Rak Island und 37 m südlich von Lapa Island.
Britische Wissenschaftler kartierten sie 2001. Die bulgarische Kommission für Antarktische Geographische Namen benannte sie 2020 deskriptiv, da sie in ihrer Form an eine Schildkröte erinnert.